# Lee Eun-jung
Lee Eun-jung  es una atleta de carreras de larga distancia surcoreana, conocida por ganar la media maratón en la Universiada de verano de 2005. Ganó la edición de 2007 de la JoongAng Maratón de Seúl y ha representado a su país dos veces a nivel olímpico en los juegos Olímpicos de Atenas 2004 y los Juegos de Pekín 2008.

## Logros
| Año  | Competición           | Ciudad                 | Clasificación | Disciplina    | marca    |
| ---- | --------------------- | ---------------------- | ------------- | ------------- | -------- |
| 2004 | Juegos Olímpicos      | Atenas, Grecia         | 19.ª          | Maratón       | 2:37:23  |
| 2005 | Universiada           | Izmir, Turquía         | 1.ª           | media maratón | 1:14:31  |
| 2005 | Campeonatos Asiáticos | Incheon, Corea del Sur | 2.ª           | 5000 m        | 15:41.67 |
| 2008 | Juegos Olímpicos      | Beijing, China         | 25.ª          | Maratón       | 2:33:07  |

## Mejores marcas personales
- 3000 metros - 9:43.12 min (2007)
- 5000 metros - 15:41.67 min (2005)
- 10.000 metros - 32:43.35 min (2005)
- Media maratón - 1:11:15 h (2005)
- Maratón - 2:26:17 h (2004)